# Искре (музичка група)
Искре су биле југословенски и српски рок бенд из Београда. Познати су као једни од пионира југословенске рок сцене.

## Историјат
Бенд је формиран 1961. године од стране ученика Друге београдске гимназије: Славољуба Богдановића (ритам гитара), Милоша Секулића (гитара), Глигорија Милановића (бас гитара) и Драшка Рељина (бубњеви). Бенд је изабрао име Искре, по истоименим музичким појачалима, која су користили на почетку каријере. Бенд је започео каријеру свирајући инструментале инспирисане музиком бендова The Tornados, Johnny and the Hurricanes, The Champs, The Coasters, The Drifters и дуом Santo & Johnny и убрзо стекли запажену популарност.
На Омладинском фестивалу 1962. године, који је одржан у београдском Дому синдиката освојили су прво место, након чега им се придружио Бранислав Бека Николић, на оргуљама. Овај састав је често наступао на поп концертима и плесовима, а појављивао се и на Радију Београд. Искре су биле једни од првих југословенских и српских бендова који су наступили као пратећи бенд на снимцима певача поп музике. Снимали су са Зафиром Хаџимановим, Иванком Павловић, Зораном Рамбосеком и другима. Током 1963. године често су наступали са Бранкицом Сучевић, чланицом бенда Сафири. Бенд је хтео да са њом сними дебитански ЕП, али уредници дискографске куће Дискос инсистирали су да бенд сними ЕП са тада популарном певачицом Иванком Павловић. ЕП са песмама Мала Шеила објављен је само под именом Иванка Павловић и убрзо постао други најпродаванији југословенски албум поп музике. Након снимања ЕП-а, Милановић је напустио састав, а заменио га је Драган Мирковић.
У јануару 1964. године бенд је освојио прво место на фестивалу Парада ритма одржаном у београдском Дому синдиката. Неколико месеци касније одржали су први самостални концерт на Коларчевом народном универзитету, након што су објавили званични ЕП, са песмама Сталактит, Шеба, Рок за добро јутро и Звончићи. Након изласка ЕП-а, Мирковић је напустио састав, а заменио га је бивши члан Силуета и Луталица, Бранко Глушчевић.
Токо 1965. године снимили су два ЕП-а, оба са четири песме од којих су три биле инструменталне нумере. Исте године појавили су се у филму Гласам за љубав, који је режирао Тома Јањић и тако постали први југословенски рок састав који се појавио на филму. У ово време је међутим популарност бенда опадала, због популарности нових рок жанрова. Бенд је започео обраду традиционалних македонских песама, али није постигао очекивани успех. Почетком 1966. године наступали су на Београдској гитаријади, где су освојили пето место, а убрзо након тога бенд је распуштен.
Након распуштања Искри, Глушчевић је наставио каријеру у бендовима Дах и Рокери с Мораву. Мирковић је свирао у пратећем оркестру Нене Ивошевић, а током деведесетих година био је председник Удружења уметника џеза и популарне музике Југославије.

## Дискографија

### ЕП-ови
- Сталактит (1964)
- Текила (1965)
- (1965)